# Hiloa
Hiloa is een geslacht van weekdieren uit de klasse van de Gastropoda (slakken).

## Soort
- Hiloa variabilis (Pease, 1861)